# 胎兒
胎兒（拉丁語：fetus）是指已經懷於母體但尚未出生的人類。在某些國家的法律上，胎兒因為尚非為人，不具權利主體地位，沒有權利能力。但是為了保護其將來得享有的利益，通常以非死產者為限，增設法律來保護胎兒之利益。
| 前一状态 | 人类生命状态 | 下一状态 |
| 胚胎     | 胎儿         | 婴儿     |